# Cote de Pablo
Maria José de Pablo Fernández, mer känd under namnet Cote de Pablo, född 12 november 1979 i Santiago de Chile, är en chilensk-amerikansk skådespelare och sångare.

## Biografi
När Cote de Pablo var tio år gammal fick hennes mor, María Olga Fernández, arbete i Miami, Florida, på det spanskspråkiga tv-kanalen Telemundo, vilket ledde till att familjen flyttade dit. Cote de Pablo gick på Arvida Middle School, New World School of the Arts, där hon studerade musikaler. Hon läste vidare på Carnegie Mellon University i Pittsburgh, Pennsylvania, där hon studerade musik och teater och medverkade i flera pjäser, bland annat And The World Goes 'Round, The House of Bernarda Alba, The Fantasticks och A Little Night Music. Hon har även medverkat i musikalen The Mambo Kings där hon spelade Dolores Fuentes. 
De Pablo har inledde skärmkarriären med biroller i TV-serierna The Jury och The $treet.
De Pablo är mest känd för rollen som den israeliska Mossad-officeren Ziva David i TV-serien NCIS. De Pablo är även sångerska, och har spelat in soundtracks till flertalet NCIS-episoder.
Inför huvudrollen i NCIS flyttade de Pablo till Los Angeles. I juni år 2013 berättade CBS att Cote skulle utgå ur serien och hennes roll som Ziva David skrevs ur NCIS. Den 21 maj år 2019 återkom De Pablos roll dock i säsongsfinalen av säsong 16; sedan dess har hon dykt upp ett flertal gånger även på säsong 17. Det är ännu inte bestämt om hennes roll i serien kommer att återgå till en huvudkaraktär eller fortsätta som gästskådespelare (2024).
2019 spelade hon rollen som Celeste i dramafilmen Seneca. De Pablo utför i allmänhet sina egna stunts vid inspelningar.

## Filmografi (i urval)

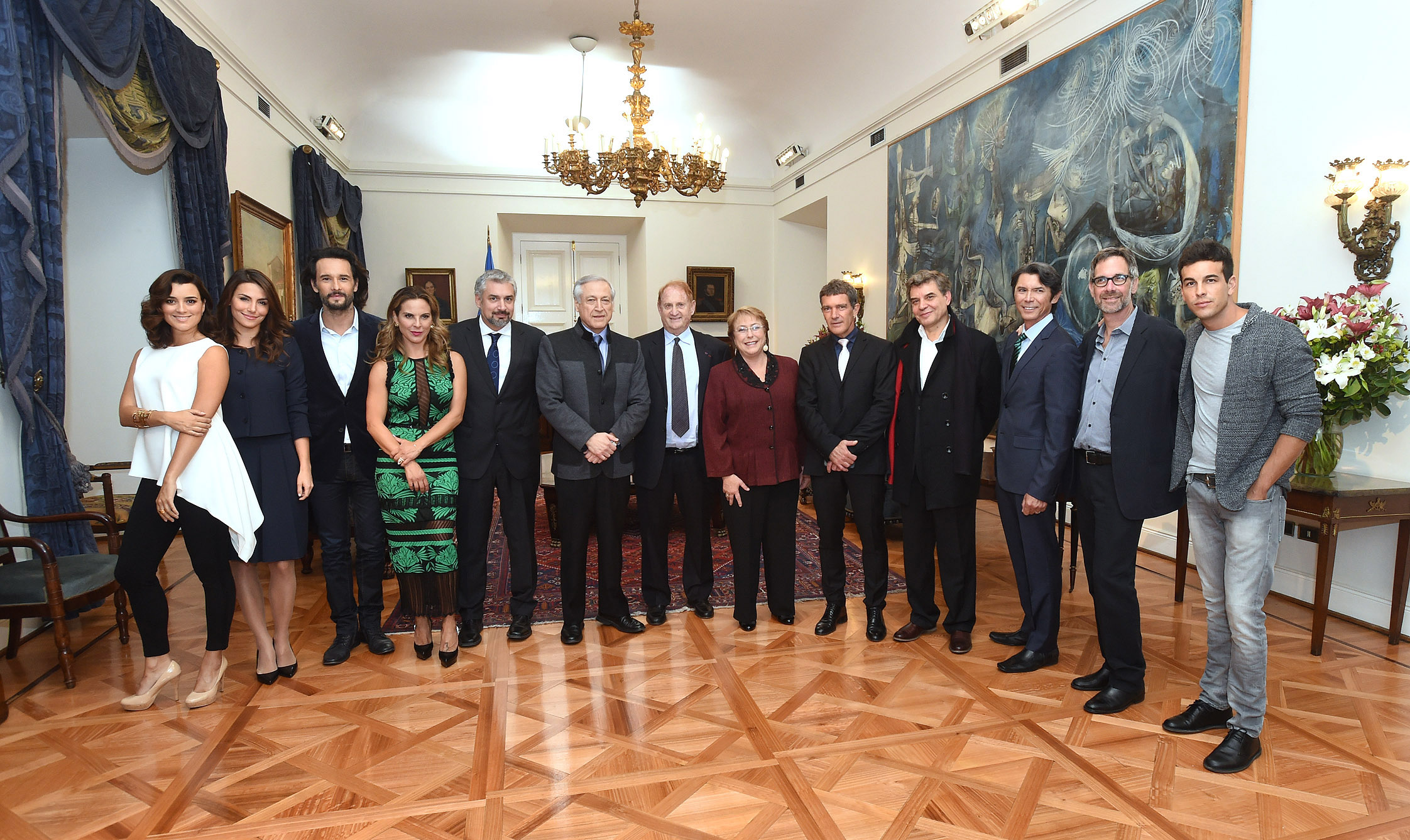
Skådespelarna från The 33. Cote de Pablo längst t.v i bild.

- 2005 – 2013, 2019 – Navy NCIS (sedan 2019 sporadiska avsnitt.)
- 2004 – The Jury
- 2010 – The Last Rites of Ransom Pride
- 2015 – The 33
- 2019 – Seneca
- 2024 – NCIS: Tony & Ziva[6]